# Liste der Bodendenkmäler in Krün
Auf dieser Seite sind die Bodendenkmäler in der oberbayerischen Gemeinde Krün zusammengestellt. Diese Tabelle ist eine Teilliste der Liste der Bodendenkmäler in Bayern. Grundlage ist die Bayerische Denkmalliste, die auf Basis des Bayerischen Denkmalschutzgesetzes vom 1. Oktober 1973 erstmals erstellt wurde und seither durch das Bayerische Landesamt für Denkmalpflege geführt wird. Die folgenden Angaben ersetzen nicht die rechtsverbindliche Auskunft der Denkmalschutzbehörde.

## Bodendenkmäler in Krün
| Lage                        | Objekt | Akten-Nr.     | Bild                                 |
| --------------------------- | --- | ------------- | ------------------------------------ |
| Kirchplatz 1 (Standort)     | Untertägige frühneuzeitliche Befunde im Bereich der katholischen Kuratiekirche St. Sebastian in Krün.           | D-1-8433-0013 | weitere Bilder                       |
| (Standort)                  | Abgegangene Kirche des frühen und hohen Mittelalters mit Friedhof und zugehöriger Siedlung (Kloster Scharnitz). | D-1-8533-0003 |                                      |
| (Standort)                  | Straße der römischen Kaiserzeit.                                                                                | D-1-8533-0008 |                                      |
| (Standort)                  | Hofwüstung und abgegangene Sägemühle des späten Mittelalters und der frühen Neuzeit (Schwaige Elmau).           | D-1-8533-0025 |                                      |
| Bahnhofstraße 11 (Standort) | Untertägige frühneuzeitliche Befunde im Bereich der katholischen Kapelle in Klais.                              | D-1-8533-0029 | Untertägige frühneuzeitliche Befunde |